# Cyperus maculatus
Cyperus maculatus là loài thực vật có hoa trong họ Cói. Loài này được Boeckeler mô tả khoa học đầu tiên năm 1864.